# Callogobius crassus
Callogobius crassus és una espècie de peix de la família dels gòbids i de l'ordre dels cipriniformes que es troba a Papua Nova Guinea.